# La Plana (les Llosses)
La Plana és un mas a uns pocs centenars de metres a l'est de l'església de Sant Sadurní de Sovelles en terme de les Llosses inclòs a l'Inventari del Patrimoni Arquitectònic de Catalunya.

## Arquitectura
És una masia de planta quadrada que consta de planta baixa, dos pisos i golfes. És coberta per una teulada, de teula àrab, a dues vessants. Té a la façana principal a ponent, lloc on s'hi pot veure una galeria adossada que arriba fins a l'altura del primer pis, i que és porxada a la planta baixa, i de la que cal destacar-ne les dues columnes de pedra de secció quadrada a l'altura del primer pis. Al costat sud s'hi poden veure tres contraforts, tots en molt mal estat, així com una arcada de mig punt actualment tapiada. L'estructura interior respon a les necessitats típiques d'una casa de pagès: planta pel bestiar i magatzems i pis per habitatges.

## Història
Per bé que molt possiblement aquesta masia en substituí una d'anterior, l'actual edifici data de mitjans del segle xviii. La qualitat de l'edifici és signe d'un passat ric. Actualment, però, la casa és en un estat ruïnós, propiciat per l'abandó degut al mal estat de les vies de comunicació. A la construcció original només hi ha estat afegit el cobert-galeria que veiem a la façana principal.